# 6-Stunden-Rennen von Pergusa 1981

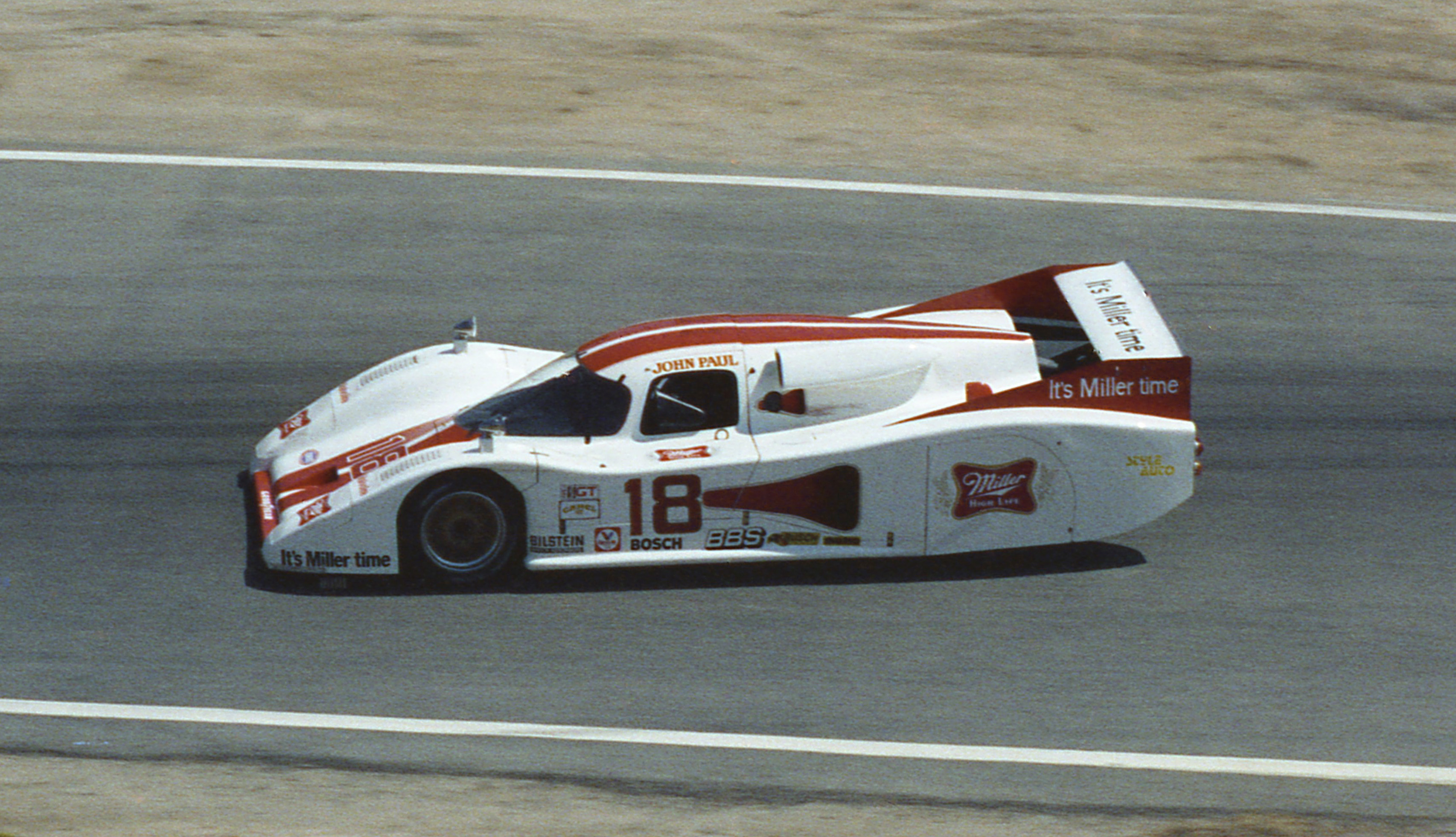
Ein Lola T600 aus dem Jahre 1982; mit der 1981er-Version siegten Guy Edwards und Emilio de Villota

Das 6-Stunden-Rennen von Pergusa 1981, auch XXI. Coppa Florio, 6 ore Enna-Pergusa, fand am 28. Juni auf dem  Autodromo di Pergusa statt und war der neunte Wertungslauf der Sportwagen-Weltmeisterschaft dieses Jahres.

## Das Rennen
Die einst im italienischen Sportwagensport so wichtige Coppa Florio, die 1900 zum ersten Mal ausgetragen wurde, musste 1981 mit nur 14 Starter auskommen. Der einzige am Start befindliche Sportwagen mit einem Hubraum über 2 Liter, war der britische Werks-Lola T600, der bereits für das ab 1982 geltende Gruppe-C-Reglement gebaut wurde. Dieses Fahrzeug war, trotz einiger technischer Probleme, der Konkurrenz weit überlegen. Nach 202 Runden siegten Emilio de Villota und Guy Edwards mit einem Vorsprung von 2 Runden auf den Werks-Osella PA9 von Lella Lombardi und Giorgio Francia.

## Ergebnisse

### Schlussklassement
| 1                  | S +2.0   | 3 | Grid Team Lola                | Emilio de Villota Guy Edwards               | Lola T600       | 202 |
| 2                  | S 2.0    | 5 | Enzo Osella                   | Giorgio Francia Lella Lombardi              | Osella PA9      | 200 |
| 3                  | S 2.0    | 6 | Carlo Franchi                 | Carlo Franchi Luigi Moreschi                | Osella PA9      | 194 |
| 4                  | GT       |   | Angelo Pallavicini            | Edgar Dören Angelo Pallavicini              | Porsche 934     | 178 |
| 5                  | GTX      |   | Scuderia Supercar Bellancauto | Diulio Truffo Fabrizio Violati              | Ferrari 512 BB  | 90  |
| 6                  | S 2.0    |   | Gabriele Ciuti                | Gabriele Ciuti Enrico Uncini                | Osella PA7      | 169 |
| 7                  | T        |   |                               | Tommaso Casiglia Claudia Cordo              | Alfa Romeo GTV  | 162 |
| Ausgefallen        |          |   |                               |                                             |                 |     |
| 8                  | GT       |   | BMW Italia                    | Umberto Grano Marco Vanoli Christian Danner | BMW M1          |     |
| 9                  | Gruppe 5 |   | Jolly Club                    | Carlo Facetti Martino Finotto               | Ferrari 308 GTB |     |
| Nicht gestartet    |          |   |                               |                                             |                 |     |
| 10                 | S 1.6    |   | Vito Veninata                 | Antonio Bono Vito Veninata Perrier          | Lola T292       | 1   |
| Nicht qualifiziert |          |   |                               |                                             |                 |     |
| 11                 | T        |   |                               | Zappala Gaetano Spina                       | BMW 2002        | 2   |

1 nicht gestartet
2 nicht qualifiziert

### Nur in der Meldeliste
Hier finden sich Teams, Fahrer und Fahrzeuge, die ursprünglich für das Rennen gemeldet waren, aber aus den unterschiedlichsten Gründen daran nicht teilnahmen. 
| Pos. | Klasse   | Nr. | Team                         | Fahrer                                             | Chassis             |
| ---- | -------- | --- | ---------------------------- | -------------------------------------------------- | ------------------- |
| 12   | GT       |     | Formel Rennsport Club Zürich | Peter Zbinden Edi Kofel                            | Porsche Carrera GTR |
| 13   | S 1.6    |     |                              | Ruggero Parpinelli François Trisconi               | Osella              |
| 14   | S 1.3    |     | Vito Veninata                | Vito Veninata                                      | Osella PA7          |
| 15   | S 1.3    |     | Vito Veninata                | Giovanni Cascone                                   | Osella PA7          |
| 16   | S 2.0    |     | Pasquale Barberio            | Pasquale Barberio Mario Casoni                     | Osella PA8          |
| 17   | Gruppe 5 |     | Christian Bussi              | Christian Bussi Jacques Guérin Jean-Pierre Delauny | Porsche 935         |

### Klassensieger
| Klasse  | Fahrer            | Fahrer             | Fahrzeug       | Platzierung im Gesamtklassement |
| ------- | ----------------- | ------------------ | -------------- | ------------------------------- |
| S + 2.0 | Emilio de Villota | Guy Edwards        | Lola T600      | Gesamtsieg                      |
| S 2.0   | Giorgio Francia   | Lella Lombardi     | Osella PA9     | Rang 2                          |
| GT      | Edgar Dören       | Angelo Pallavicini | Porsche 934    | Rang 4                          |
| GTX     | Diulio Truffo     | Fabrizio Violati   | Ferrari 512 BB | Rang 5                          |
| T       | Tommaso Casiglia  | Claudio Cordo      | Alfa Romeo GTV | Rang 7                          |

### Renndaten
- Gemeldet: 17
- Gestartet: 9
- Gewertet: 7
- Rennklassen: 5
- Zuschauer: unbekannt
- Wetter am Renntag: warm und trocken
- Streckenlänge: 4,950 km
- Fahrzeit des Siegerteams: 6:00:49,390 Stunden
- Gesamtrunden des Siegerteams: 202
- Gesamtdistanz des Siegerteams: 999,900 km
- Siegerschnitt: 166,269 km/h
- Pole Position: Martino Finotto – Ferrari 308 GTB – 1.38.080 – 185,470 km/h
- Schnellste Rennrunde: Emilio de Villota – Lola T600 (#3) 1.38.450 – 181,006 km/h
- Rennserie: 9. Lauf zur Sportwagen-Weltmeisterschaft 1981